# Vinpeel degli orizzonti
Vinpeel degli orizzonti è il romanzo d'esordio di Peppe Millanta. 
Pubblicato nel 2018 da Neo Edizioni, ha ricevuto il Premio John Fante Opera Prima, il Premio Città di Cuneo per il Primo Romanzo (sezione adulti e sezione scuole), oltre a essere stato candidato al Premio Strega Ragazze e Ragazzi e selezionato al Campiello Opera Prima.
L'opera è stata tradotta in Francia, Romania, Cile e Argentina. 

## Trama
La storia è ambientata a Dinterbild, un pugno di case attorno a una locanda che ospita una comunità sospesa nel tempo, e dove c’è una strada da dove non arriva più nessuno e nessuno ricorda più dove porti. La vita nella comunità scorre allegra, in maniera ciclica e confortevole, con la convinzione che oltre il mare e il bosco che la circondano non esista nient’altro.
Il protagonista è Vinpeel, l’unico ragazzino di questo paese abitato da soli adulti, che passa le giornate insieme al suo amico Doan, ed è anche l’unico a vederlo. Insieme scrutano tra le nuvole alla ricerca dell’attimo perduto da Doan, quello capace di far ripartire la sua vita che, dice lui, si è incastrata come un disco rotto, ripetendo lo stesso attimo all’infinito.
Vinpeel ha un padre, Ned Bundy, a cui vuole molto bene ma con cui parla poco. Egli infatti, per quanto affettuoso, è molto distante, sempre impegnato a scrivere misteriose lettere che infila in delle bottiglie che affida al mare e, dopo il tramonto, ad ascoltare le conchiglie che trova sulla spiaggia. Dentro le conchiglie infatti ascolta le storie del mondo, ed è alla ricerca di una conchiglia che possa raccontargli di nuovo una notte di molti anni prima. Vinpeel, quando può, passeggia con lui in riva al mare e, quando è solo, prende le conchiglie che suo padre l’indomani potrebbe raccogliere e ci parla dentro, nella speranza che possa finalmente ascoltarlo, con i racconto delle piccole cose e delle piccole scoperte delle sue giornate.
Vinpeel, durante il giorno, lavora nell'unica locanda del paese, la “Locamba” del signor Biton (no, non è un refuso) che cucina un unico piatto, la zuppa Biton. È il luogo dove ruotano tutti i bizzarri personaggi del paese: Selmer, il capo della banda musicale; Fros, che si fa chiamare Dottore anche se dottore non è; il giudice Alton, una sorta di sindaco del paese; e poi Tick, Lady Sawen, la signora Witt e via dicendo. Tutti personaggi sopra le righe.
Una sera, mentre si trova con Doan, scopre al di là del mare delle luci e si convince che oltre Dinterbild ci sia qualcos’altro. Di nascosto dagli adulti, allora, i due ragazzi cominciano a escogitare modi diversi per superare l’immenso e placido mare, e per raggiungere quello che chiamano l’Altrove.
Durante uno dei loro bizzarri e fallimentari tentativi, s'imbattono in Krisheb, il matto del paese, l’inventore strampalato, quello che tutti tengono alla larga, l'unico tra gli adulti ad aver tentato di andar via da Dinterbild e che, proprio per questo, deciderà di aiutare i ragazzi nella loro impresa.
Sarà l'incontro con Krisheb a svelare il segreto di Dinterbild e dei suoi abitanti: quel posto è il luogo dove lentamente scivolano le persone che hanno perso l'occasione per essere felici e che, piuttosto che soffrire e provarci di nuovo, hanno preferito dimenticare e, senza accorgersene, si sono ritrovate a vivere in un luogo in cui niente può far male, a costo di rinunciare a ogni emozione e a ogni ricordo. Vinpeel è scivolato lì sin da piccolo, trascinato dalla tristezza di suo padre.
Ma proprio quando la speranza di raggiungere l'Altrove sembra spegnersi, nel paese cade una stella cometa portando un nuovo abitante: Mune, una ragazzina coetanea di Vinpeel che ha delle crisi di panico perché non sa riconoscere le emozioni, tra cui la felicità. Vinpeel decide di aiutarla offrendole delle vere e proprie lezioni “esperienziali”, spiegandole di volta in volta, mentre gliele fa provare, cosa sono l'Allegria, la Tristezza, la Curiosità, la Nostalgia, tutte nozioni che Mune appunta nel suo quadernino.
La conoscenza di Mune, e l'acerbo amore che Vinpeel comincia a sentire, danno nuova carica al gruppo di ragazzini, tant'è che Vinpeel un giorno, nella cucina della Locamba Biton, ha un'intuizione: cosa c'è di più leggero dell'aria? L'aria calda. Con l'aiuto di Krisheb, l'unico che non ha mai smesso di sognare, il gruppetto si adopera per realizzare una mongolfiera, con l'idea di sfruttare il grande falò che da tradizione viene acceso a Dinterbild durante la festa del paese. Tutto è pronto, la festa comincia e, quando il fuoco è al suo apice, i piccoli sognatori svelano a tutti la mongolfiera e provano a partire, ma anche quell'ultimo tentativo risulterà vano. Soltanto grazie all'intervento di suo padre Ned Bundy, che finalmente ha ascoltato le parole di Vinpeel nascoste nelle conchiglie, tutti gli abitanti del villaggio riescono a ricordare il proprio passato, e decidono di riprovare a cercare la loro felicità. Per farlo devono andare via da lì, e quindi costruiscono più mongolfiere di fortuna e per alimentare il fuoco e renderlo più grande bruciano sedie, porte, interi pezzi di case, distruggendo Dinterbild convinti ormai di voler partire per tornare verso l'Altrove, per rimettersi in gioco e mettersi alla ricerca della propria felicità.

## Personaggi
Personaggi principali:
- Vinpeel: è il protagonista della storia, unico ragazzino in un mondo di adulti
- Doan: è l’amico di Vinpeel. È rimasto incastrato in un attimo, che tenta disperatamente di ritrovare. Può essere visto solo da Vinpeel, da Mune e da Krisheb, e da chiunque sappia ancora sognare.
- Krisheb: inventore matto del paese che, nell’ultimo tentativo in solitaria di andare via da Dinterbild, ha perso una gamba, sostituita da una gamba di legno, per poi perdere anche quella. Ogni giorno va sulla spiaggia convinto che il mare gliela restituirà. È uno dei pochi a vedere Doan, perché non ha dimenticato il suo passato ed è ancora capace di sognare. Aiuterà Vinpeel a raggiungere l’Altrove
- Ned Bundy: è il padre di Vinpeel, con cui ha pochi rapporti perché troppo impegnato a scrivere lettere che affida al mare, e ad ascoltare le storie nascoste dentro le conchiglie. Sarà però lui, quando ascolterà la storia di Vinpeel, a dargli una mano decisiva per la sua impresa
- Mune: arriva a Dinterbild su una stella cadente. È lì perché non sa riconoscere le emozioni e per questo ha perso la sua occasione di essere felice. Con Vinpeel, farà un vero e proprio percorso sentimentale, alla scoperta e alla conoscenza delle emozioni

Personaggi secondari:
- Padre Earl: è il prete del paese, a cui Vinpeel si confessa ogni giorno, perché terrorizzato dai suoi racconti sui Cavalieri dell’Apocalisse
- Signor Biton: è il proprietario dell’unica locanda del paese, dove Vinpeel lavora. È irascibile e di buon cuore, ha una moglie che nessuno ha mai visto e sarà l’unico a non voler lasciare Dinterbild. Ha come animale di compagnia Doroty, un maiale da riporto
- Gustav: è stato postino per un giorno, nell’unico giorno in cui Dinterbild ha attivato un servizio di posta, prima di chiuderlo per i litigi che ne stavano nascendo. Da allora è stato declassato a spazzino con suo enorme fastidio
- Selmer: iracondo, forte bevitore e direttore della banda del paese. È anche l’artefice, insieme al Dottor Fros, dello strambo incidente per cui la locandao Biton si chiama Locamba
- Dottor Fros: di dottore non ha nulla, ma gli piace millantare questa posizione. È compagno di bevute di Selmer, facile a menare le mani
- Del: pittore del paese, ma non dipinge nulla da tantissimo tempo. Si è chiuso nel silenzio visto che è diventato incapace di articolare le parole
- Giudice Morel: è il giudice del paese, nonché sindaco. Anziano, sedicente saggio, ha un modo tutto suo di amministrare giustizia dove si è obbligati a fare pace
- Lady Sawen: schiva, ex cantante lirica, è la donna più bella del paese nonostante l’età avanzata
- Il signor Alton: ubriacone, quando beve diventa il buffone del paese. Suoi sono i famosi fuochi d’artificio di Dinterbild
- La signora Alton: fautrice della creazione delle Poste di Dinterbild, deve spesso riportare a casa il marito dopo le scorribande nella Locamba Biton
- Signora Witt: è una delle più anziane del paese. Completamente sorda, è famosa per i suoi irresistibili dolci
- Tick: uno dei componenti della banda musicale del paese

## Edizioni
- Peppe Millanta, Vinpeel degli orizzonti, Neo Edizioni, 2018

## Cronache da Dinterbild
Nel 2023 esce "Cronache da Dinterbild", romanzo edito da Neo Edizioni che contiene sia il sequel che il prequel di Vinpeel degli orizzonti, con cui Peppe Millanta chiude la duologia.

## Premi e riconoscimenti
- Primo classificato Premio John Fante Opera Prima, Torricella Peligna, 2018[7]
- Primo classificato Premio Città di Cuneo per il Primo Romanzo, selezione adulti, Cuneo, 2019[8]
- Primo classificato Premio Città di Cuneo per il primo romanzo, selezione scuole, Cuneo, 2019[8]
- Candidato Premio Strega Ragazze e Ragazzi, Roma, 2018[9]
- Primo classificato Premio Alda Merini, Imola, 2018[10]
- Primo classificato Premio Giovanni Bovio, Trani, 2018[11]
- Primo classificato Premio Quercia in Favola, Aulla, 2018[12]
- Primo classificato Premio La Pania, Molazzano, 2018[13]
- Secondo classificato Premio Edoardo Kihlgren Opera Prima, Milano, 2019[14]
- Secondo classificato Premio Leggo Quindi Sono, Foggia, 2019[15]
- Secondo classificato Premio Nero su Bianco, San Marco dei Cavoti, 2018[16]
- Terzo classificato Premio San Salvo Opera Prima, San Salvo, 2018[17]
- Premio Borgo Albori, Salerno, 2018[18]
- Premio speciale Amnesty International a Librinfestival, Monterotondo, 2019[19]
- Finalista Contropremio Carver, Lucca, 2019[20]